# 野口大志
野口 大志（のぐち たいし、1983年11月15日 - ）は、日本の作曲家、編曲家、PAエンジニア。HOVERBOARD,Inc.所属。埼玉県上尾市出身。ESPミュージカルアカデミー（現専門学校ESPエンタテインメント東京）卒業。元恵比寿天窓.switchPAエンジニア。

## 略歴
高校時代はア・カペラグループ「レプリカ」のベースボーカルとして活動し、フジテレビ系「力の限りゴーゴゴー!!」内『全国ハモネプリーグ2』にて、優勝を果たす。DAWを使用し独学にて制作した楽曲が、伊秩弘将の耳に留まったことをきっかけに、伊秩のアシスタントとして、作編曲家としてのキャリアをスタートさせる。
J-POPからBGMにおけるまで、これまでに手がけた作品は幅広く、主な楽曲提供実績は、Hey! Say! JUMP、King & Prince、SixTONES、乃木坂46、日向坂46、ラブライブ!虹ヶ咲学園スクールアイドル同好会、テレビ東京系報道番組テーマ曲など、多岐にわたる。一方で、PAエンジニアとしての活動も行っており、これまでにライブハウスやコンサートホール、野外会場等において、数多くのアーティストのライブに携わる。

## 人物
埼玉県立大宮光陵高等学校卒業。同級生にはミュージカル俳優、歌手の田代万里生がいた。ボイスパーカッションのおっくんを除くレプリカのメンバーは、高校の吹奏楽部の先輩。ア・カペラを始めたきっかけは、その先輩達からある日突然呼び出され、RAG FAIRのストリートライブ音源を聴かせてもらった際に、「かっこいいっす」と言ったら、その場でグループ加入に誘われたため。趣味は野球観戦、競馬観戦、格闘技観戦など。埼玉西武ライオンズのファン。ブラジリアン柔術を習っている。

## 提供作品
Hey! Say! JUMP
- 「DEAR MY LOVER」共作曲（YUUKI SANOと共作）
- 「ウラオモテ」共作曲（YUUKI SANOと共作）、共編曲（坂室賢一と共作）

SixTONES
- 「Good Luck!」共作曲（YUUKI SANOと共作）、共編曲（Naoki Itaiと共作）

King & Prince
- 「君とメリークリスマス」共作曲（YUUKI SANOと共作）、編曲

平野紫耀・髙橋海人・岸優太
- 「僕の好きな人」共作曲（YUUKI SANOと共作）、編曲

永瀬廉
- 「きみいろ」編曲

乃木坂46
- 「日常」共作曲、共編曲（Akira Sunsetと共作）
- 「踏んでしまった」共編曲（yossと共作）
- 「BE TOGETHER」編曲

櫻坂46
- 「Addiction」共作曲（浦島健太と共作）

日向坂46
- 「一生一度の夏」共作曲（はたゆりこと共作）、編曲

AKB48
- 「初恋ドア」共作曲、共編曲（Akira Sunsetと共作）（坂道AKB）
- 「タイムマシン不要論」編曲

NMB48
- 「がんばらぬわい」共作曲、共編曲（中村歩と共作）

NGT48
- 「あのさ、いや別に…」編曲

前田敦子
- 「ダンディライオン いつ咲いた？」作曲、編曲

≠ME
- 「はにかみショート」共作曲（中村歩と共作）

ラフ×ラフ
- 「100億点」共作曲（Akira Sunsetと共作）、編曲

LINKL PLANET
- 「Color me Happy」共作曲（浦島健太と共作）、編曲
- 「Brand New World」共作曲（Ryota Saitoと共作）、編曲
- 「胸にいつもガンプラを」編曲
- 「バイバイエスケイプ」共作曲（冬也と共作）、編曲
- 「プラトモ」共作曲（夏目嵐、柴崎あゆみと共作）、編曲

ナオト・インティライミ
- 「あらら れれれ るるりら」編曲

遊助
- 「この船のテーマ」共作曲（浦島健太と共作）、編曲

福原遥
- 「In the park」編曲

ゴスペラーズ
- 「Mi Amorcito」共作曲（YUUKI SANOと共作）、編曲

星街すいせい
- 「夜に咲く」共作曲（sakuma.と共作）、編曲

こっちのけんと
- 「ビバ・イナイイナイバァ」共作曲（こっちのけんとと共作曲）、編曲

KENN
- 「聞こえていますか」共作曲（Akira Sunsetと共作）、編曲

MACO
- 「End Love?」共作曲（浦島健太と共作）

早希
- 「変わっていく」編曲

ラブライブ!虹ヶ咲学園スクールアイドル同好会
- 「夢がここからはじまるよ」共作曲、共編曲（中村歩と共作）
- 「わちゅごなどぅー」共作詞、共作曲、共編曲（NOVECHIKAと共作）

Girls²
- 「Good Days」共作詞、共作曲、共編曲（浦島健太と共作）
- 「Chu-Lu-Chu-Chu」共作詞、共作曲、共編曲（浦島健太と共作）
- 「C’mon Neo Zipang!!!」共作詞、共作曲、共編曲（浦島健太と共作）

Lucky²
- 「Fun!Fun!Fun! 〜夢∞〜」共作詞、共作曲、共編曲（浦島健太と共作）

south²
- 「Congratulations ～新しい夢の扉～」共作詞、共作曲、共編曲（浦島健太と共作）

ふわふわ
- 「♡ふわり乙女Beam♡」編曲

竹下☆ぱらだいす
- 「すね毛だって大切な命なんだよ」共作曲（Akira Sunsetと共作）、編曲
- 「原宿音頭」共作曲（NOVECHIKA、Akira Sunsetと共作）、編曲
- 「派手髪でも出来るばい!」共作曲（NOVECHIKA、Akira Sunsetと共作）、編曲
- 「ポイ捨てしたら・・・」共作曲（NOVECHIKA、Akira Sunsetと共作）、編曲
- 「しんぢくんルーレット」共作曲（しんぢくんと共作）、編曲
- 「うんぴフレンズ」共作曲（NOVECHIKA、Akira Sunsetと共作）、編曲
- 「とーちゃんの足ってなんでクサイの？feat.しんのすけ&ひろし」共作曲（NOVECHIKA、Akira Sunsetと共作）、編曲
- 「竹ぱら学園」共作曲（NOVECHIKA、Akira Sunsetと共作）、編曲
- 「セクシーにゃんこダイナマイト」共作曲（NOVECHIKA、Akira Sunsetと共作）、編曲
- 「ありがとうとごめんなさい」共作曲（NOVECHIKA、Akira Sunsetと共作）、編曲

しなこ
- 「しなこワールド」共作曲（NOVECHIKA、Akira Sunsetと共作）、編曲
- 「グミキュンプリンセス」共作曲（NOVECHIKA、Akira Sunsetと共作）、編曲
- 「歯ラ歯ラ」共作曲（NOVECHIKA、Akira Sunsetと共作）、編曲
- 「マシュマロパンチ」共作曲（NOVECHIKA、Akira Sunsetと共作）、編曲

原宿ヒーローズ（竹下☆ぱらだいす、しなこ、リアルピース）
- 「コドモオトナヒーロー」共作曲（NOVECHIKA、Akira Sunsetと共作）、編曲

悠馬
- 「オテヲハイシャク」共作曲（悠馬、Ryota Saitoと共作）、編曲

秘密結社holoX
- 「ちょ〜ゆめドデッカい！」共作曲（小池竜暉と共作）、編曲

火威青
- 「Club Blue Fire」共作詞、共作曲、共編曲（中村歩と共作）

エスポワールトライブ
- 「ごしごしランド」共作曲（NOVECHIKAと共作）、編曲

AMPTAKxCOLORS
- 「わんぱクエスト~平和×征服×お宝~」編曲
- 「うわーーー！！！！！！」編曲

CulTV
- 「虹色サマー」編曲

チェルカブロウ
- 「MUTSUAI DRIVE」作曲

夢みるアドレセンス
- 「THE END GIRL」共作曲（Akira Sunsetと共作）、編曲

Task have Fun
- 「哀嘘,私寝(I lie,I lie)」共作曲（浦島健太と共作）、編曲

疾走クレヨン
- 「夢見たアルカディア」共作曲（浦島健太と共作）、編曲

ハニースパイスRe.
- 「Dancing Queen」共作曲（浦島健太と共作）、編曲
- 「独壇場シンデレラ！」共作詞、共作曲、共編曲（中村歩と共作）
- 「I Trust You」共作詞、共作曲、共編曲（NOVECHIKAと共作）

♡’s(kyuuuns)
- 「わーるどこんくえすと♡」共作詞、共作曲、共編曲（NOVECHIKAと共作）

アイドル革命
- 「青春の全て」共作曲、共編曲（中村歩と共作）
- 「ときめき♡ラブモード」共作曲（浦島健太、NOVECHIKAと共作）、編曲
- 「IDOL REVOLUTION」共作曲（浦島健太と共作）、編曲

∴ヒロイン転生
- 「∴ヒロイン転生」共作曲（Akira Sunsetと共作）、編曲

Chase × Chase
- 「BIG BANG!!!」共作曲（浦島健太と共作）、編曲

ドリームパスポート
- 「風のエール」共作曲（Akira Sunsetと共作）、編曲
- 「トけない魔法」共作曲（浦島健太と共作）、編曲
- 「夢降る聖夜」共作曲（浦島健太と共作）、編曲
- 「クヨクヨ Good-bye-Day」共作曲（浦島健太と共作）、編曲

PALE TULLE
- 「I don’t know why」共作曲（Akira Sunsetと共作）、編曲

グデイ
- 「サニーデイ・バーディー」作詞、作曲、編曲

和佳奈
- 「Memories」編曲
- 「私の心の中のこの咲かない恋」共編曲（岩村美咲と共作）

はんぶんこ
- 「恋、はじめました」共作曲（浦島健太と共作）、編曲
- 「追憶」共作曲（Akira Sunsetと共作）、編曲

迫畠彩
- 「Favorite Place」共作曲（岡嶋かな多と共作）、編曲

Aya
- 「しあわせ」共作曲（YUUKI SANOと共作）、編曲

KEITO
- 「Cherish」編曲

美咲ちえ
- 「日本晴れ」共作曲（浦島健太と共作）、編曲

愛川みき
- 「My Precious」共作詞、共作曲、共編曲（中村歩と共作）

FlaP
- 「アイオライト」作曲、編曲

キミノマワリ。
- 「きみという場所」共作曲（Akira Sunsetと共作）、編曲

さつ★まい
- 「SATSU★MAI WORLD」作詞、作曲、編曲

小林聖矢
- 「さよならの瞬間」作曲、編曲

テレビ東京系「ゆうがたサテライト」
- テーマ曲「You got a Satellite!」作曲、編曲
- エンディング曲「Tomorrow’s Satellite」作曲、編曲

中部電力ミライズ
- 「ガス基本料金6か月半額キャンペーン」WebCM曲 作曲、編曲

株式会社ミエルモ
- CMソング「ミエルモの歌」（歌：ほしのディスコ）作曲、編曲

stand.fm
- アプリ収録BGM 作曲、編曲

琉球ゴールデンキングス HOOP SHOT
- BGM作曲編曲、SE制作

## 著書
- 野口大志、古屋Chibi恵子『「ひとつ上のステージ」を目指せ! 次世代アカペラーの参考書』ドレミ楽譜出版社。ISBN 978-4-285-14860-2。